# Дафмен
Дафмен (енгл. Duffman) је измишљени лик из цртаног филма Симпсонови, коме глас позајмљује Ханк Азарија. У епизодима Симпсонових Дафмен игра маскоту Даф пива.